# Joodse gemeente

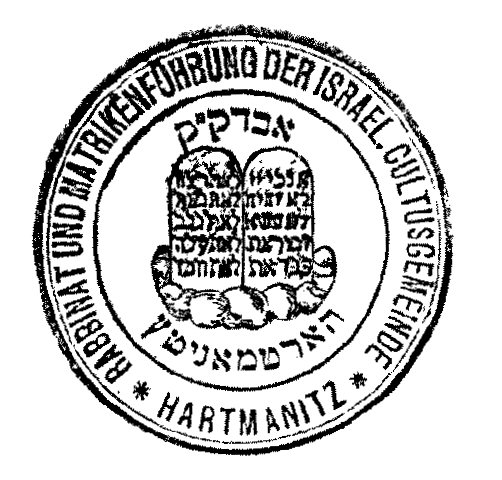
Embleem

Een joodse gemeente of kehilla is een lokale groep joden die zich rond een synagoge heeft georganiseerd. Aan een joodse gemeente is een rabbijn verbonden. De bestuurders van de gemeente, zoals de voorzitter en penningmeester, worden wel parnas genoemd.
In Nederland bestaan orthodoxe en liberale joodse gemeenten.

## Lijst van joodse gemeenten in Nederland
- Joodse gemeente (Amersfoort)
- Liberaal Joodse Gemeente Amsterdam
- Portugees-Israëlietische Gemeente (Amsterdam/Amstelveen)
- Joodse gemeente (Sint-Oedenrode)
- Nederlands Israelitische Gemeente Noord-Holland Noordwest